# 塞爾希伊夫卡 (普里盧基區)
50°25′58″N 32°2′49″E / 50.43278°N 32.04694°E
塞爾希伊夫卡（羅馬化：Serhiivka）是烏克蘭的村落，位於該國北部切爾尼戈夫州，由普里盧基區負責管轄，始建於1629年，面積5.69平方公里，海拔高度121米，2001年人口721，人口密度每平方公里126.8人。